# Parque Angrignon
El Parque Angrignon (del francés: Parc Angrignon) es un gran parque de Montreal, provincia de Quebec, al este de Canadá. Se encuentra ubicado en el barrio de LaSalle. Angrignon tiene un área total de 97 hectáreas.
El parque lleva el nombre de Jean-Baptiste Angrignon (1875-1948), concejal de la ciudad desde hace mucho tiempo en Côte Saint-Paul.
El parque fue inspirado por el diseño de los jardines ingleses del siglo XIX. El espacio cuenta con 20.000 árboles, senderos y una laguna rodeada de totorales.
Posee un zoológico ubicado justo fuera de la estación de metro Angrignon. Fundado en 1990 y administrado por el Jardín Botánico de Montreal, es el hogar de más de 20 especies de animales de granja.